# ۶۷۵ (میلادی)

## رویدادها
بنیادگذاری صومعه ابینگتون انگلستان.

## مرگ‌ها
- شیلدریک دوم پادشاه مروونژی درگذشت.